# 877 a.C.
L'877 a.C. (DCCCLXXVII a.C. in numeri romani) è un anno  del IX secolo a.C.

## Eventi
- Ela è re di Israele.
- Cina: Li è sovrano della dinastia Zhou occidentale.